# Benno Fiala von Fernbrugg
Benno Fiala von Fernbrugg (Vienna, 16 giugno 1890 – Vienna, 29 ottobre 1964) è stato un aviatore austro-ungarico.
Accreditato di 28 vittorie confermate e 5 non confermate, fu il terzo asso della k.u.k. Luftfahrtruppen, l'aviazione austro-ungarica, durante la prima guerra mondiale.

## Primi anni
Nato a Vienna da una famiglia di tradizioni militari, nel 1910 si arruolò volontario e fu assegnato, in qualità di Offizieranwarter (aspirante ufficiale) al 1º Reggimento d'Artiglieria. L'incontro con il tenente colonnello Emil Uzelac, comandante della sezione aerea dell'esercito, che sarebbe poi diventata la k.u.k. Luftfahrtruppen, stimolò l'interesse di Fiala per il volo tanto che presentò domanda di trasferimento all'aviazione. Il 28 luglio 1914 passò alla Flik 1 della k.u.k. Luftfahrtruppen.

## La prima guerra mondiale
Allo scoppio del conflitto il reparto di Fiala fu assegnato al fronte della Galizia dove fu impiegato come osservatore. Ebbe l'idea, all'epoca non ancora sfruttata, di installare un trasmettitore radio per riportare in tempo reale le informazioni rilevate. Nell'agosto 1914 Fiala dimostrò doti di grande coraggio quando viaggiando su un treno che trasportava rifornimenti, il convoglio cadde in una imboscata tesa da soldati russi penetrati all'interno delle linee austro-ungariche. In questa occasione, nella sparatoria che seguì, il macchinista venne gravemente ferito e il convoglio si fermò, così Fiala, sotto il fuoco nemico, raggiunse la locomotiva e, pur ferito, rimise in funzione il treno riuscendo ad allontanarsi dal luogo dell'imboscata. Per questa azione il 10 novembre 1914 ricevette una promozione straordinaria a Sottotenente. Inoltre i successi riportati nei voli, con un Aviatik B.I, in qualità di osservatore e in seguito anche mitragliere gli fecero ottenere la medaglia d'argento al valor militare.
Sulla motivazione si parla dell'abbattimento di due aerei russi il 6 e il 13 gennaio 1915. Nel gennaio 1916 fu assegnato alla Flik 19, comandata dal capitano Adolf Heyrowsky, sempre in qualità di osservatore-mitragliere al fronte italiano dell'Isonzo. Il 29 aprile 1916 conseguì la prima vittoria confermata costringendo a un atterraggio di emergenza un biposto italiano, nei pressi di San Daniele. Il secondo successo arrivò il 4 maggio, quando in volo su un Hansa-Brandenburg C.I (61.55) pilotato da Adolf Heyrowsky, distrusse il dirigibile italiano M.4 sopra Merna nei pressi di Gorizia attaccandolo con proiettili esplosivi e causando la morte dei 6 uomini dell'equipaggio (capitani Giovan Battista Pastine, Umberto Casella, Giorgio Coturri, Giuseppe Pasquali, sergenti maggiori Riziero Rapanelli e Aristide Berardi).
Agli inizi del 1917, dopo il ferimento a un braccio, decise di lasciare la Flik 19 per diventare pilota.
Dopo l'addestramento fu trasferito ai reparti combattenti, dove in soli 23 giorni conseguì 7 abbattimenti in duelli aerei. Il 25 ottobre ottenne l'ottava vittoria contro un caccia SPAD S.VII italiano. In questo periodo fu decorato con l'Ordine della Corona Ferrea di 3 classe con decorazione di guerra e spade e l'Ordine Imperiale di Leopoldo con decorazione di guerra e spade. Nel novembre 1917 fu assegnato, come vicecomandante, alla Flik 56J dove conseguì un solo abbattimento di un bombardiere Caproni.
Si trattava del Caproni Ca. 4216 della 1ª Squadriglia Caproni di San Pelagio (equipaggio capitano Maurizio Pagliano, tenente Luigi Gori, soldati Arrigo Andri e Giacomo Caglio), che fu intercettato dall'Albatros D.III(Oef) (153.77) di Benno Fiala sopra i cieli di Susegana e cadde in fiamme in località Fornace Vecchia. Nel dicembre ebbe il comando della Flik 51J, dove combattevano altri cinque assi. L'11 marzo 1918, Fiala abbatté un Sopwith Camel e due giorni dopo un biposto SIA 7B. Il 30 marzo Fiala volando con l'Albatros D.III(Oef) (serie 153.55) reclamò la sua 14 vittoria contro un Sopwith Camel britannico. Il Sopwith Camel si rovesciò nell'atterraggio di fortuna, rimanendo seriamente danneggiato. Il pilota, rimasto incolume, fu fatto prigioniero. Era il tenente Alan Jerrard del No. 66 Squadron RAF, che fu più tardi insignito della Victoria Cross.
Il 1º maggio, a bordo del D.III (serie 153.128) conseguì 4 vittorie in una giornata contro un Sopwith Camel, un SIA 7B, a nord di Povegliano e contro due palloni da osservazione, nei pressi di Visnadello uno e di san Biagio l'altro.
Il 6 giugno, sempre a bordo del D.III 153.128 abbatté uno SPAD sopra Salettuol-Roncadelle e più tardi, nella stessa giornata, abbatté un Sopwith Camel sopra Novanta del Piave conseguendo la 21 vittoria. 15 giorni dopo fu colpito dalla fucileria di terra rimanendo ferito ad una mano, ma tre giorni dopo riprese servizio partecipando alla battaglia di Montello. In quell'occasione 8 Albatros D.III(Oef) del Flik 51J alla guida di Fiala, che pilotava l'Albatros (serie 153.270), attaccarono una formazione di 10 bombardieri alleati scortati da 16 caccia; gli aerei alleati subirono 5 perdite senza infliggerne nessuna, Fiala fu responsabile di tre abbattimenti. Il 20 agosto ottenne l'ultimo successo contro un SVA-5 presso Cessalto. Alla fine di Ottobre, fu trasferito a Vienna, incaricato presso l'ufficio dell'ispettore generale della k.u.k. Luftfahrtruppen.
Fiala terminò la guerra con 28 vittorie confermate e 5 non ufficiali, decorato con la Medaglia d'oro al valor militare.

## Dopo il conflitto
Dopo la guerra, nell'agosto 1925, completati gli studi tecnici presso l'Università tecnica di Vienna, venne assunto dal professor Hugo Junkers nella propria compagnia aerea, la Junkers Luftverkehr, incaricandolo di dirigere lo stabilimento di manutenzione di Fürth, ruolo che ricoprì per breve tempo, a causa della chiusura della compagnia aerea che fondendosi con la Deutscher Aero Lloyd (DAL) diede origine alla Deutsche LuftHansa (DLH). Nel novembre 1925 Fiala decise quindi di accettare la proposta della compagnia aerea polacca PLL Aerolot, che gli affidò la gestione della propria struttura di manutenzione a Varsavia, dove rimase fino al 1927.
Nel marzo 1927 fa ritorno in Germania, invitato nuovamente da Hugo Junkers nella Junkers Flugzeugwerke dove in qualità di ingegnere lavorò prima come PR e poi nella sede centrale a Dessau.
In quel periodo si recò in Giappone per organizzare l'insediamento di uno stabilimento per la costruzione di aerei metallici per la Mitsubishi, negoziò per conto della Junkers negli Stati Uniti d'America, diventando nel 1933 ingegnere capo della società. Dopo la salita al potere di Hitler, nel 1933, Fiala fu arrestato ed espulso, ma tornato in Austria continuò a lavorare in settori connessi all'aviazione. Nel 1935, insieme a Julius Arigi, il secondo asso dell'aviazione austro-ungarica, fondò l'azienda aeronautica Wiener Neustädter Flugzeugwerke GmbH (WNF) che oltre ad aver sviluppato in proprio alcuni modelli rimasti allo stadio di prototipo costruiva aerei militari su licenza.
Nel 1938 poco prima della seconda guerra mondiale, in seguito all'annessione dell'Austria, Fiala venne nominato capitano della Luftwaffe e prestò servizio come comandante alla base di Hoersching Linz. Morì il 29 ottobre 1964. Nel 1967 la base dell'aeronautica austriaca di Aigen fu intitolata “Fiala-Fernbrugg”.